# Тыл Вооружённых сил Украины
Тыл Вооружённых Сил Украины (в/ч А2516) — основной орган военного управления Генерального штаба Вооружённых Сил Украины, который предназначен для организации и осуществления в интересах всех видов Вооруженных Сил (родов войск) тылового и технического (по службам тыла) обеспечения.

## История
Тыл вооружённых сил Украины был создан на основе воинских частей тылового обеспечения и учреждений тыла ВС СССР, перешедших под юрисдикцию Украины после распада СССР. К таковым относятся воинские части и учреждения трёх военных округов, которые дислоцировались на территории Украинской ССР: Одесский, Киевский и Прикарпатский военные округа, а также некоторые части и учреждения тылового обеспечения Черноморского флота. 
16 февраля празднуется международный день тылового обеспечения. Который празднуется с 1992 года.
Строительство Тыла Вооружённых Сил Украины началось в сложных условиях. На момент создания Вооруженных Сил Украины отсутствовали органы управления тылом центрального звена. Необходимо было создать штаб тыла Министерства обороны, центральные органы и отделы обеспечения в службах тыла, управления тылом и штабы тыла видов Вооруженных Сил.
В декабре 1991 года формирование Тыла Вооружённых Сил Украины было возложено на заместителя начальника Тыла Министерства обороны полковника Авдеева Григория Григорьевича (с 20 февраля 1992 года — генерал-майора), исполняющего обязанности начальника Тыла Вооруженных Сил. Он был назначен с должности начальника штаба тыла авиационной армии. Обязанности начальника штаба Тыла Вооруженных Сил в этот период исполнял полковник Сапожников Г.Ф
С 23 апреля 1992 года руководство Тылом Вооружённых Сил Украины возглавил генерал-майор В. Ф. Гречанинов, назначенный на должность начальника Тыла Вооруженных Сил Украины с должности командира механизированной дивизии. Начальником штаба Тыла 14 июля 1992 года был назначен начальник штаба тыла Прикарпатского военного округа генерал-майор Напольских Анатолий Васильевич (с 7 мая 1995 года — генерал-лейтенант).
Заместителем начальника Тыла Вооружённых Сил 14 июля 1992 года был назначен заместитель командующего армии по тылу полковник Кивлюк Владимир Семенович (с 21 августа 1993 года — генерал-майор).
В сложных условиях развития Вооружённых Сил Украины были созданы штаб и управление Тыла Министерства обороны.
В 1992 году была разработана и принята первая программы строительства и развития Тыла Вооруженных Сил Украины. На базе Киевского военного округа был создан тыл Центра. Созданы тылы видов Вооруженных Сил. Тыл ВВС был создан на базе воздушной армии ВГК и возглавил его полковник Павленко В. В. (с августа 1992 года — генерал-майор, с августа 2000 г. — генерал-лейтенант), тыл войск ПВО — на базе армии ПВО. Создание осуществлялось под руководством полковника Олейника А. М. (с августа 1992 года — генерал-майор), который возглавлял тыл ПВО до 1995 года. В период с 1992 по 1994 годы структура этих видов Вооруженных Сил неоднократно менялась как в оперативном, так и в военной звеньях тыла.
Формирование тыла ВМС осуществлялось практически на «пустом» месте, без соответствующей инфраструктуры тыла, а также в условиях отсутствия решения о передаче объектов от Черноморского флота. Единственным верным шагом в этой ситуации было принятие командованием Тыла решение о создании объектов тыла ВМС путем перераспределения имеющихся объектов тыла от Одесского военного округа. Были определены и переданы тыла ВМС Украины ряд складов в городах Севастополь и Евпатория, военные городки в Донузлаве и Одессе. Очень трудно решался вопрос по подбору кадров для тыла ВМС.
Дальнейшее развитие Вооруженных Сил Украины требовала внесения изменений в организационно-штатную структуру войск (сил) и Тыла, в существующую систему тылового обеспечения, порядка хранения материальных средств, создание военно-научных заведений, подготовки и расстановки кадров тыла, поиска новых источников получения материальных средств в условиях инфляции, разработки и обеспечения Вооруженных Сил новой формой одежды, продовольственного обеспечения офицеров и прапорщиков (мичманов) и военнослужащих по контракту.
Этот большой комплекс мероприятий по тылового обеспечения войск (сил) выполнялся с 15 ноября 1993 года под непосредственным руководством заместителя Министра обороны Украины по тылу — начальника Тыла Вооруженных Сил Украины генерал-полковника Михайліченка Григория Николаевича.
Несмотря на различные трудности, были заложены основы Тыла Вооруженных Сил Украины.
Управление Тылом Вооруженных Сил Украины осуществляется через основной орган управления тыла — Тыл Министерства обороны, которое организационно входит в состав центрального аппарата Вооруженных Сил Украины.
Наименование основного органа управления Тылом Вооруженных Сил Украины при строительстве и развитии Вооруженных Сил менялось: штаб тыла Министерства обороны Украины; тыл Вооруженных Сил; тыл Министерства обороны Украины.
В сентябре 2010 года, после расформирования Командования сил поддержки, было создано Тыл Вооруженных Сил (ВС) Украины, что позволило без увеличения штатной численности органов военного управления различных звеньев избежать дублирования функций, повысить уровень и качество планирования обеспечения ВС Украины материально-техническими средствами, упростить порядок управления и более жестко определить функции, полномочия и персональную ответственность должностных лиц за их реализацию и конечный результат.

## Организация
Тыл Министерства обороны Украины организационно входит в состав центрального аппарата Министерства обороны Украины и является основным органом управления тылом Вооруженных Сил Украины.
В своей практической деятельности Тыл руководствуется Конституции и законами Украины, постановлениями Верховной Рады Украины, указами и распоряжениями Кабинета Министров Украины, приказами, директивами Министра обороны Украины и начальника Генерального штаба Вооруженных Сил Украины.
Тыловое обеспечение войск (сил) организуется и осуществляется во всех видах оперативной, боевой и повседневной деятельности войск (сил) с целью поддержания их в боеспособном состоянии, создания благоприятных условий для выполнения поставленных задач. Через органы тыла непосредственно осуществляется передача войскам (силам) необходимых материальных средств.
Тыл Вооруженных Сил Украины включает:
- тыл Центра;
- тыл Сухопутных войск;
- тыл Военно-воздушных сил;
- тыл Военно-морских сил;
- тыл оперативных командований.

## Основные задачи
К основным задачам Тыла ВСУ можно отнести:
- определение потребности войск (сил) в материальных средствах по службам тыла, размещения заказов исполнительные органы Государственной власти на их изготовление предприятиями, учреждениями, организациями всех форм собственности национальной экономики государства, их получение и доведение до объединений, соединений, частей (учреждений, подразделений и военнослужащих).
- проведение ветеринарных мероприятий;
- накопление, содержание запасов материальных средств по службам тыла и обеспечение ими войск (сил);
- обеспечение базирования авиации и Военно-Морских Сил;
- проведение комплекса мероприятий по обеспечению живучести тыла, защиты, обороны, охраны и маскировки;
- подвоз всех видов материальных средств и осуществления воинских перевозок;
- осуществление мероприятий торгово-бытового, квартирно-эксплуатационного и финансового обеспечения;
- подготовка, эксплуатация, техническое прикрытие, восстановление путей сообщения и транспорта совместно с органами Министерства транспорта Украины;
- выполнение мероприятий технического обеспечения войск (сил) по службам тыла.

Для руководства Тылом Вооружённых Сил во всех звеньях являются соответствующие органы управления.

## Структура
Список учреждений и воинских частей Тыла вооружённых сил Украины
- Тыл Вооружённых Сил Украины А2516, г. Киев
- 67-й пункт управления системой связи и информационных систем Тыла ВСУ г. Киев
- 25-й отдельный полк материального обеспечения (Одесская обл., г. Балта, в/ч А1559);
- 777-й отдельный полк материального обеспечения (Тернопольская обл., г. Бережаны, в/ч А1461);
- 55-й отдельный автомобильный батальон («Черный лес») (Кировоградская обл. пгт Лесное, в/ч пп В5788);
- 104-й отдельный автомобильный батальон (Черкасская обл., г. Смела, в/ч А1744);
- 1624-й отдельный автомобильный батальон подвоза горючего (г. Черкассы, в/ч пп В5975);
- 1647-й отдельный автомобильный батальон (г. Черкассы, в/ч - пп В5912);
- 46-й объединённый центр обеспечения (г. Одесса, в/ч А2756);
- 124-й объединённый центр обеспечения (г. Львов, в/ч А2678);
- 229-й объединённый центр обеспечения (г. Киев, в/ч А2788);
- 531-я база хранения (техники и имущества служб тыла) (Николаевская обл., г. Первомайск, в/ч А2082);

### Центральное управление обеспечения горюче-смазочных материалов (г. Киев, в/ч А0125)
- 45-й центр обеспечения горючим (г. Киев, в/ч А3482);
- 74-й центр обеспечения горючим (г. Харьков, в/ч А2112);
- 81-й центр обеспечения горючим (Николаевская обл., с. Константиновка, в/ч А3476);
- 94-й центр обеспечения горючим (Киевская обл., г. Белая Церковь, в/ч А2791);
- 2183-й центр обеспечения горючим (Черкасская обл., г. Смела, в/ч А4167);
- 194-й склад горючего (Закарпатская обл., с. Баркасово, в/ч А3942);
- 304-й склад горючего (Ровенская обл., г. Дубно, в/ч А2363);
- 949-и база горючего (Днепропетровская обл., г. Никополь, в/ч А2110);
- 3097-я база технических средств службы горючего (Полтавская обл., г. Лубны, в/ч А2975);[6]

### Центральное управление продовольственного обеспечения (г. Киев, в/ч А0126)
- 219-й продовольственный склад (Винницкая обл., г. Казатин, в/ч А1329);

### Центральное управление вещевого обеспечения (г. Киев, в/ч А0127)
- 125-й центр обеспечения вещевым имуществом (г. Хмельницкий, в/ч А0988);
- 218-й объединенный центр обеспечения (г. Харьков, в/ч А1361);

### Центральное управление военных сообщений (г. Киев, в/ч А0671)
- Управление военных сообщений на железнодорожном транспорте (г. Киев);

### Ремонтно-производственная база
- 63-й котельно-сварочный завод
- 45-й экспериментальный механический завод

## Руководство с 1991 года
Список руководителей Управления тыла Министерства обороны Украины:
- Генерал-полковник Геннадий Георгиевич Курдаков, Заместитель МОУ по Тылу — начальник Тыла Вооруженных Сил Украины (с ноября 1987 года по май 1992 года)
- Генерал-лейтенант Гречанинов, Виктор Федорович, Заместитель МОУ по Тылу — начальник Тыла Вооруженных Сил Украины (с мая 1992 года по октябрь 1993 года)
- Генерал-полковник Михайличенко Григорий Николаевич, Заместитель МОУ по Тылу — начальник Тыла Вооруженных Сил Украины (с октября 1993 года по май 2000 года)
- Генерал-полковник Колотов Виктор Николаевич, Заместитель МОУ по Тылу — начальник Тыла Вооруженных Сил Украины (с мая 2000 года по декабрь 2003 года)
- Генерал-майор Завєрюха Алексей Иванович, Начальник Тыла — заместитель начальника ГУЛ КСП ВС Украины (с ноября 2004 года по ноябрь 2007 года)
- Генерал-майор Ганущак, Виктор Иванович, Заместитель начальника ГУЛ с тыла КСП Вооруженных Сил Украины (с июня 2008 года по май 2009 года)
- Генерал-майор Дубчак Владимир Петрович, Заместитель начальника ГУЛ с тыла КСП Вооруженных Сил Украины (с мая 2009 года по сентябрь 2010 года)
- Генерал-майор Гороховский Евгений Петрович, Начальник Тыла Вооруженных Сил Украины (с сентября 2010 года по август 2013 года)
- Генерал-майор Павловский, Игорь Валентинович, Начальник Тыла Вооруженных Сил Украины (с октября 2013 года по 8 апреля 2015 года)
- Генерал-майор Иван Гаврилюк , Начальник Тыла Вооруженных Сил Украины